# Коржево (Кировоградская область)
Коржево (укр. Коржеве) — село в Бобринецкой городской общине Кропивницкого района Кировоградской области Украины.
До 2020 года входило в Бобринецкий район
Население по переписи 2016 года составляло 218 человека. Почтовый индекс — 27223. Телефонный код — 5257. Занимает площадь 0,896 км². Код КОАТУУ — 3520887903.